# Charles Francoville
Pour les articles homonymes, voir Francoville.
Charles Francoville, né le 14 août 1800 à Rodelinghem (Pas-de-Calais) et mort le 2 mai 1863 à Saint-Omer (Pas-de-Calais), est un homme politique français .

## Biographie
Fils de Jean-Baptiste Francoville, député sous la Monarchie de Juillet, propriétaire terrien, il est député du Pas-de-Calais de 1849 à 1851, siégeant à droite avec les monarchistes.

## Sources
- « Charles Francoville », dans Adolphe Robert et Gaston Cougny, Dictionnaire des parlementaires français, Edgar Bourloton, 1889-1891 [détail de l’édition]